# St. Johann und Vitus (Horn)

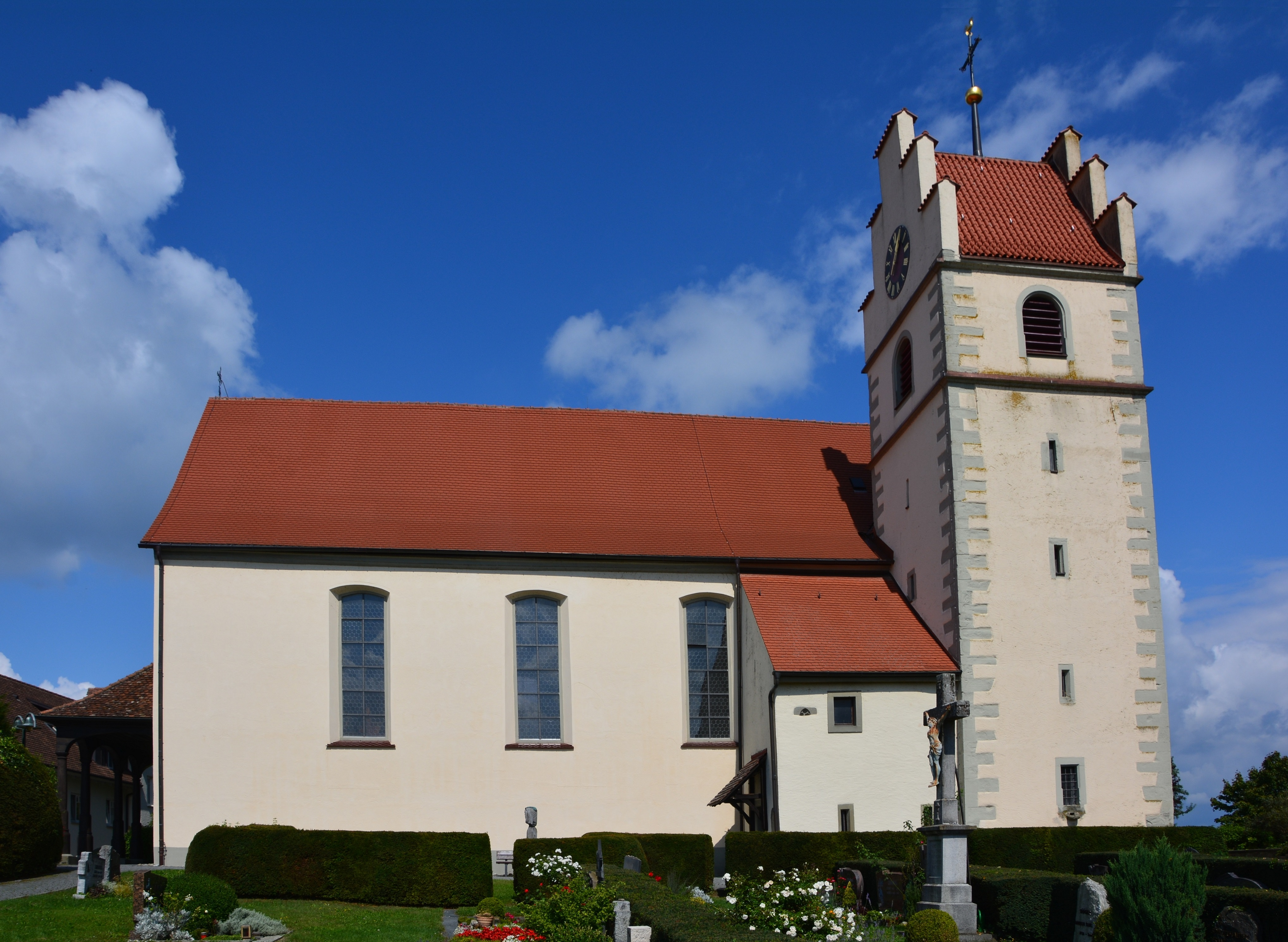
Kirche von Horn auf der Höri

St. Johann und Vitus (auch St. Johannes Baptista und St. Veit) ist die römisch-katholische Pfarrkirche im Ortsteil Horn der Gemeinde Gaienhofen im Landkreis Konstanz, Baden-Württemberg. Sie gehört zur Seelsorgeeinheit Höri im Dekanat Hegau des Erzbistums Freiburg. Kirchenpatrone sind Johannes der Täufer und der heilige Märtyrer Vitus (Veit). Das Patrozinium wird am 24. Juni, dem Johannistag gefeiert.

## Lage

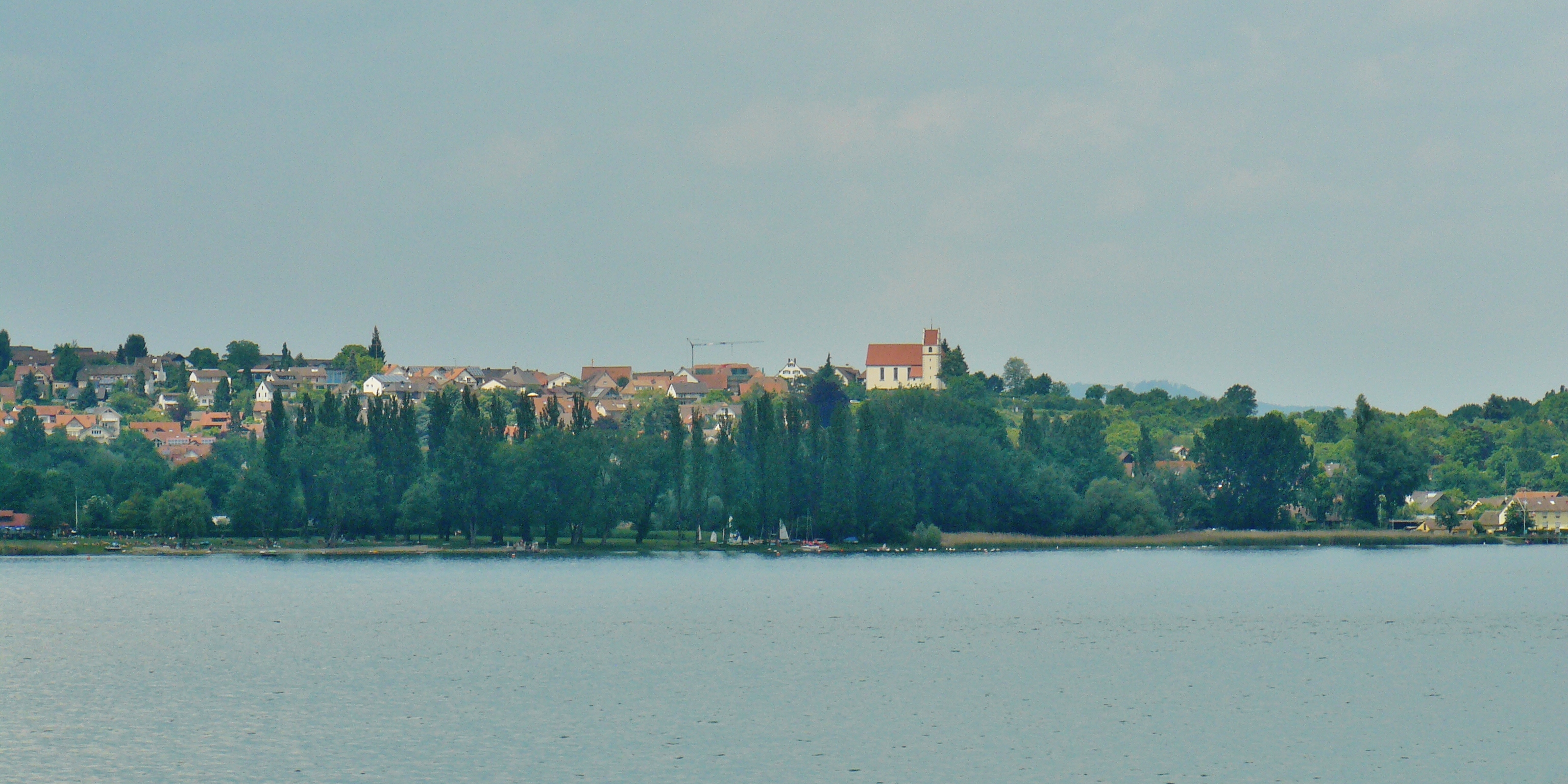

Die Kirche steht umgeben von einem Friedhof auf einer Anhöhe am östlichen Rand des Dorfes und ist weithin sichtbar. Sie gilt als Wahrzeichen der Halbinsel Höri am Bodensee. Die exponierte Lage erlaubt eine Aussicht über den Untersee zur Insel Reichenau und bis nach Konstanz, bei sehr guter Sicht auch bis zu den Ostschweizer Alpen.

## Geschichte

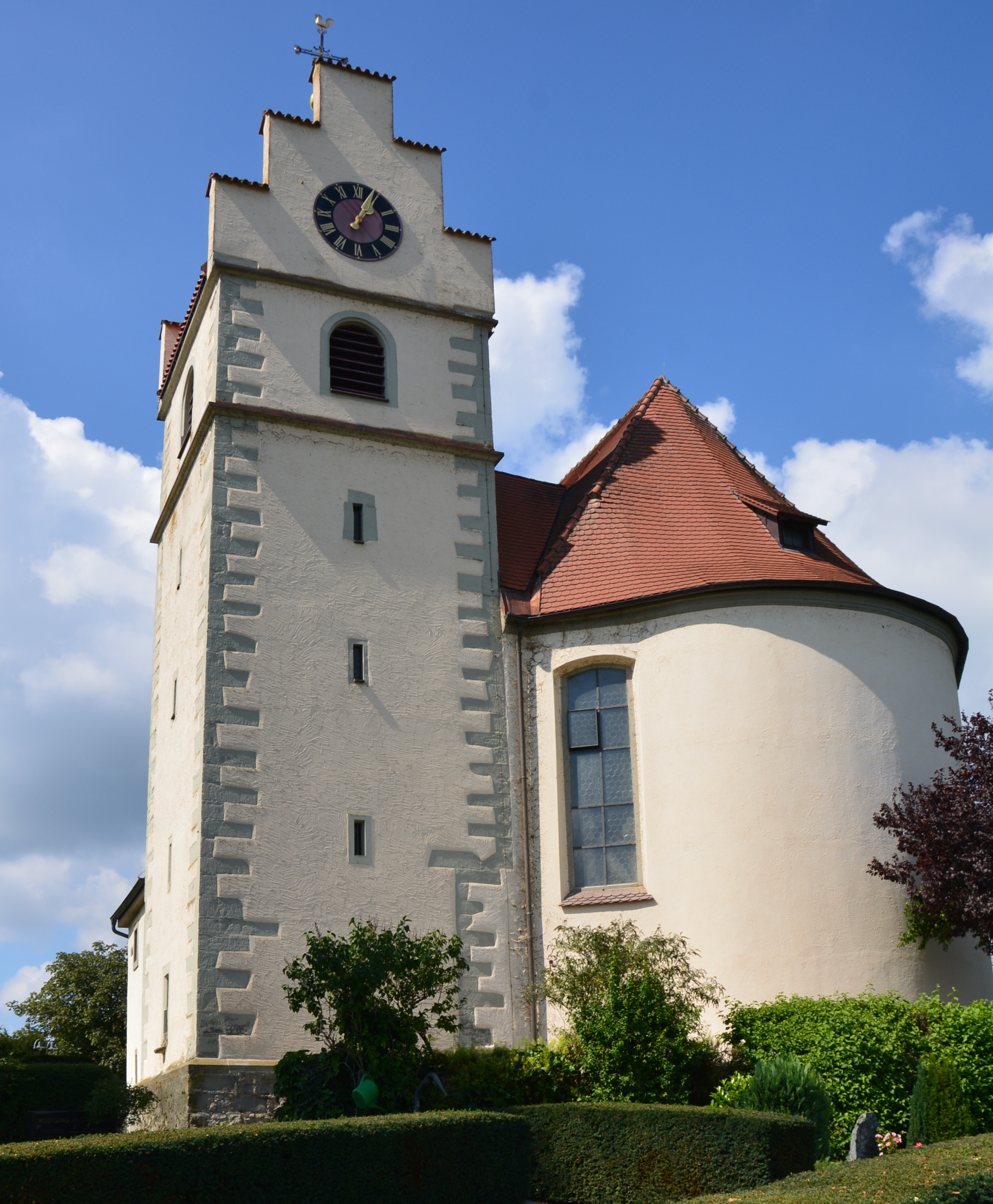
Horn, Kirche von Osten

Im Jahr 1155 wurde erstmals eine Kirche in Horn erwähnt. Romanische und gotische Reste sind in der heutigen Kirche noch zu finden. Der südlich angebaute Kirchturm mit Staffelgiebel wurde um 1553 errichtet und 1673 gründlich saniert.
Im Jahr 1717 wurde die Kirche unter dem Konstanzer Fürstbischof Johann Franz Schenk von Stauffenberg umgebaut: Langhaus, Chor und Fenster wurden stark verändert, es entstand die heutige barocke Saalkirche mit gerundetem Chorabschluss. Die Kirche gehörte damals zum Hof der Konstanzer Fürstbischöfe. 1806 ging das Patronatsrecht an das Großherzogtum Baden über.
Im Inneren wurde die Kirche zuletzt 1996 renoviert, die Sakristei und das Innere des Glockenturms wurden 2021 saniert.

## Beschreibung

### Äußeres
An das rechteckige Langhaus mit drei Fensterachsen ist auf der Südseite in Höhe des Chors der massive Kirchturm angebaut. Beide Gebäudeteile sind mit einem Satteldach gedeckt. Die geostete Kirche wird durch den Haupteingang in der Westfassade betreten. Rechts und links vom Portal befindet sich jeweils ein kleines Rundfenster, ansonsten ist die Westfassade fenster- und schmucklos. Das Portal wird geschützt durch ein gewalmtes Vordach, das von Holzsäulen gestützt wird.

### Ausstattung

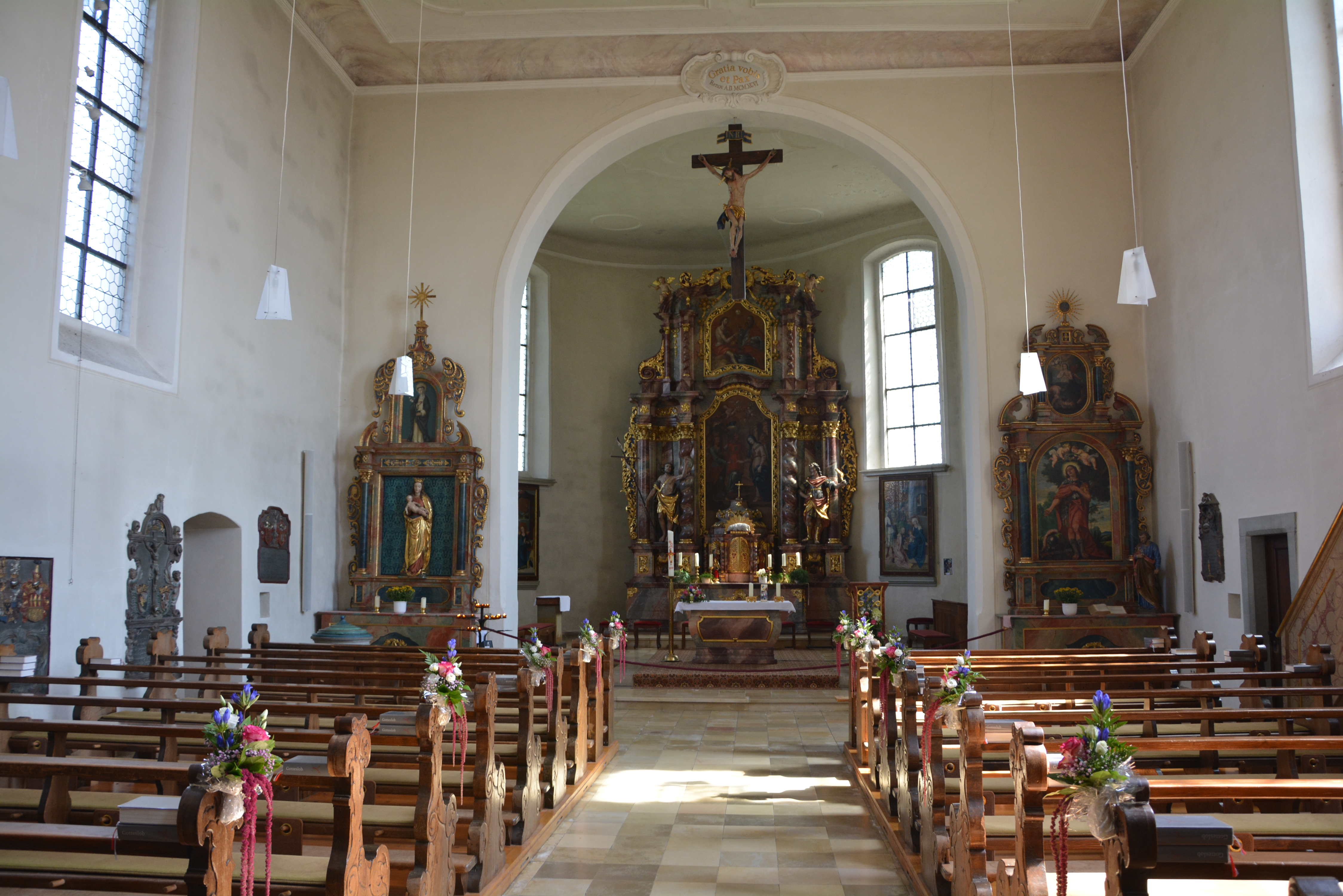
Innenansicht der Kirche

Das Innere der Kirche ist abgesehen von den Altären schlicht gehalten. Die flachen Decken von Schiff und Chor sind leicht stuckiert, aber ohne Gemälde. Die hohen Fenster mit Flachbogen reichen im Innern fast bis zur Deckenhöhe und sind mit klarem Glas in Bleiglastechnik mit Wabenstruktur ausgeführt.
Neben Hauptaltar und den Seitenaltären gibt es einige Kunstgegenstände: Im Chor zwei um 1500 von Matthäus Gutrecht gemalte Tafeln eines spätgotischen Altars mit den Themen „Mariä Verkündigung“ und „Anbetung der Könige“ und Darstellung von Heiligen auf der normalerweise nicht zu sehenden Rückseite, mehrere Skulpturen von Heiligen im Kirchenraum, einen gemalten Kreuzweg und die Kanzel von 1720, die mit Darstellungen der vier großen abendländischen Kirchenväter Hieronymus, Gregor der Große, Ambrosius und Augustinus geschmückt ist.
Der Hochaltar zeigt im zentralen Bild die „Vermählung Mariens“, eine nicht biblisch verbürgte Szene, und darüber eine Dreifaltigkeits-Darstellung. Flankiert wird das Altarbild von den Skulpturen des Kirchenpatrons Johannes des Täufers und des heiligen Mauritius. Der Tabernakel stammt aus dem Jahr 1764. Die Seitenaltäre stammen aus der Zeit um etwa 1670.

## Orgel
Auf der Empore über dem Eingangsbereich befindet sich eine Orgel, die von der Werkstatt Mönch Orgelbau aus Überlingen am Bodensee gebaut wurde. Sie hat 18 Register auf zwei Manualen und Pedal sowie mechanische Spieltrakturen und elektrische Registertrakturen.

## Glocken
Im Turm hängen drei historische Glocken aus Bronze, die alle von der Gießerei Rosenlecher aus Konstanz zu verschiedenen Zeiten gegossen wurden.

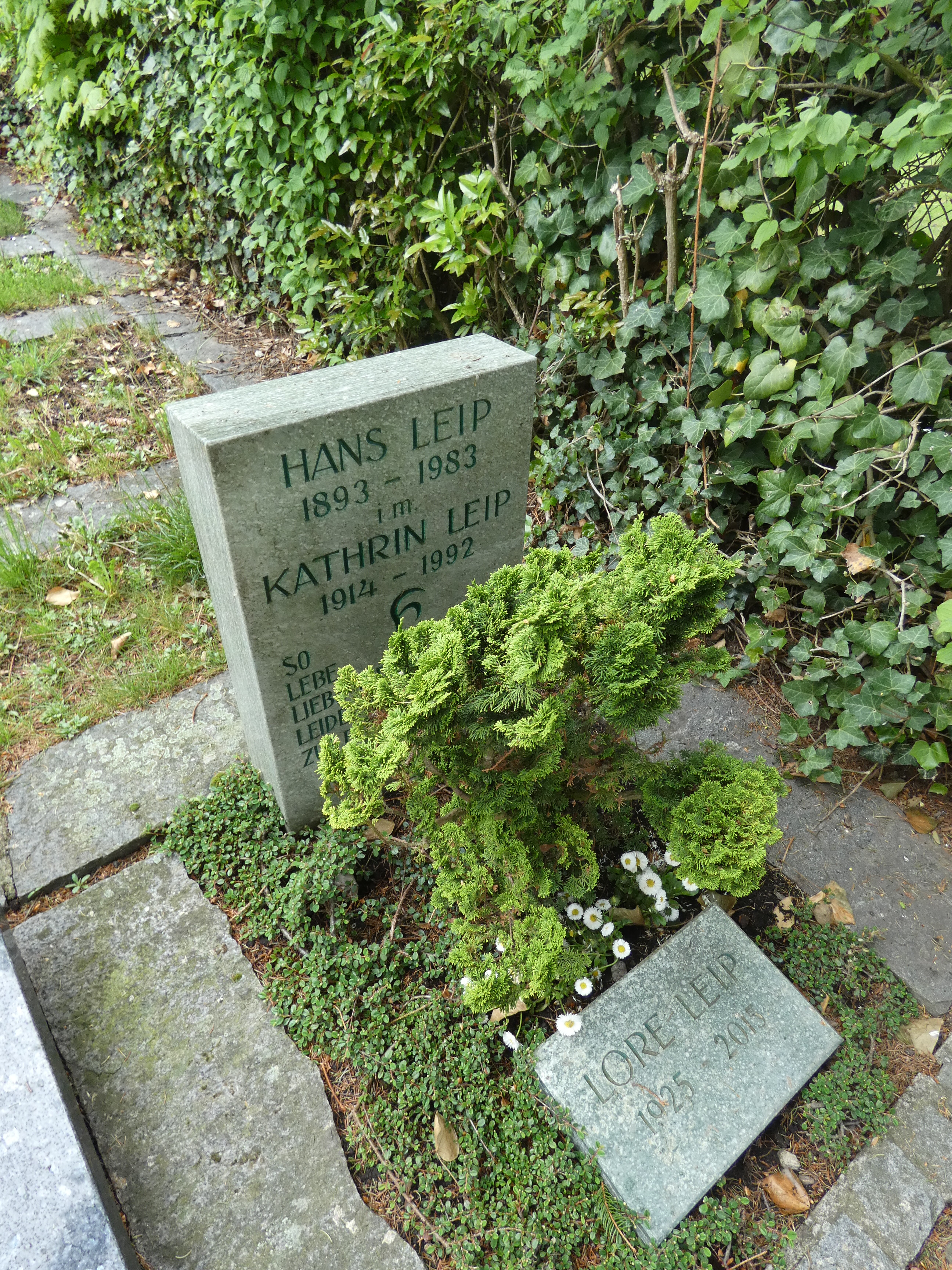
Grab von Hans Leip

| Glocke | Name                     | Gussjahr | Durchmesser | Gewicht | Schlagton |
| ------ | ------------------------ | -------- | ----------- | ------- | --------- |
| 1      | Heiligste Dreifaltigkeit | 1675     | 1195 mm     | 930 kg  | e′+14     |
| 2      | Johannes der Täufer      | 1731     | 0960 mm     | 550 kg  | g′+7      |
| 3      | Heiliger Josef           | 1705     | 0820 mm     | 310 kg  | c″+10     |

## Friedhof
Auf dem Friedhof befindet sich das Grab des Schriftstellers Hans Leip (1893–1983), der vor allem durch das 1915 verfasste Gedicht Lili Marleen bekannt wurde.

## Nachweise
1. ↑  Disposition hier

Koordinaten: 47° 41′ 46,5″ N, 8° 59′ 44,7″ O